# G72
Активатор оксидазы D-аминокислот или G72 (англ. D-amino acid oxidase activator, DAOA,  G72, LG72, SG72) - белок, обнаруживаемый в разной концентрации в головном мозге, спинном мозге, яичках. Альтернативный сплайсинг гена G72, возможно, порождает несколько вариантов белка. Наиболее длинный из известных вариантов, LG72, состоит из 153 аминокислот. С геном G72 перекрывается другой ген, G30.  Ген G72 и локус G72/G30 интересны своей возможной связью с развитием шизофрении и биполярного расстройства. В крупном исследовании 2008 года, гаплотипы риска шизофрении оказались ассоциированы также с клинической депрессией и тревожностью.

## История
Ген G72 был обнаружен в 2002 году в ходе исследования генетического региона 13q22-q34, ассоциированного с шизофренией. С тех пор множество исследований, за несколькими исключениями, подтвердили ассоциацию гена G72 с болезнью. Предполагаемое взаимодействие продукта гена с оксидазой D-аминокислот (DAO) дало белку его название. Однако это взаимодействие наблюдалось лишь in vitro, локализацию же белка в клетках уточнить не удавалось.  В 2007 году эксперимент, проведённый in vivo, показал, что LG72 локализован исключительно в митоходриях и не подтвердил взаимодействия белка с оксидазой D-аминокислот, содержащейся в пероксисомах. Аналог человеческого гена G72 обнаружен лишь у приматов, и уже в первой работе была отмечена его быстрая эволюция: открытая рамка считывания гена у шимпанзе почти вполовину короче человеческой.

## Внешние ссылки
- С исследовательского сайта schizophreniaforum.org (Форум исследования шизофрении):
  - G72 Protein Shows Up in Mitochondria ("Белок G72 обнаружен в митохондриях")
  - Genetic Studies of DAOA(G72)/G30 Bridge Kraepelinian Divide ("Генетические исследования DAOA(G72)/G30 связали то, что разделил Крепелин")